# Universo de Naruto
O universo de Naruto é um universo ficcional criado por Masashi Kishimoto em que a história do mangá shōnen Naruto, anime e associados se desenrola.
No universo Naruto, criado a partir de várias influências, os personagens principais são ninjas que possuem uma força espiritual chamada chakra, o que lhes permite usar uma variedade de técnicas de luta (jutsu) fictícias, variando de acordo com o usuário. Em adição a esta originalidade, o aparecimento desses ninjas estão longe dos estereótipos usuais do Japão feudal em que a série toma emprestado muitos conceitos, no entanto, misturá-los com alguns do xintoísmo, budismo, e até mesmo taoísmo e hinduísmo.
Os ninjas são organizados em aldeias ocultas, servindo seu país por várias e diversas missões quando não estão em guerra. Cada aldeia tem a sua própria organização interna, e o chefe, o mais poderoso ninja na aldeia, chamado Kage, tem uma certa autonomia, sendo nomeado pelo daimiô, representando o comando civil do país, no qual ele pertence.
A hierarquia segue as regras shōnen, onde os jovens são treinados pelos mais velhos.

## Criação e concepção

### Inspiração
A fim de criar personagens tão originais quanto possível, Masashi Kishimoto, analisava outros mangás shōnen. Em particular, ele cita como influencia o artista de mangá Akira Toriyama, criador de Dragon Ball, cujo personagem enérgico e de pensamento ingênuo, Son Goku, (que para ele é "o arquétipo de herói de mangás shōnen"), inspirou o herói Naruto, O "lado mau" de Goku também inspirou Naruto (que é possuído por um demônio e que teve uma infância infeliz).